# Stig Jägerskiöld
Stig Axel Fridolf Jägerskiöld (* 20. April 1911 in Göteborg; † 14. September 1997 in Danderyd) war ein schwedischer Jurist, Hochschullehrer für öffentliches Recht, Völker- und Verfassungsrecht, Historiker sowie diplomatischer Berater.

## Leben
Stig Jägerskiöld wurde als Sohn von Leonard Jägerskiöld und der Freiin Sylvia Margaretha Vivica Hisinger 1911 in Göteborg geboren. Er studierte Rechtswissenschaften und spezialisierte sich früh auf öffentliches und internationales Recht. Nach seinem Abschluss war er an mehreren skandinavischen Universitäten tätig, unter anderem in Helsinki, Stockholm und Lund.
Neben seiner akademischen Laufbahn war Jägerskiöld auch in der Außenpolitik aktiv, jedoch weniger als klassischer Diplomat, sondern als juristischer Berater in völkerrechtlichen Fragen. Er wirkte an mehreren Gutachten und internationalen Konsultationen mit, etwa im Rahmen von Verhandlungen zum Beamtenrecht und zur internationalen Rechtsvergleichung.

## Wissenschaftliches Werk
Jägerskiöld verfasste zahlreiche Publikationen, insbesondere zu den Themen Verwaltungsrecht, Beamtenrecht, Gesetzgebungsgeschichte und schwedische Rechtsquellen.
Sein bekanntestes Werk ist:
- Tjänstemannarätt (1969), ein systematischer Überblick über das schwedische Beamtenrecht nach der Reform von 1965. Es behandelt sowohl das staatliche als auch das kommunale Dienstrecht.[3]

Weitere wichtige Werke:
- Handelsbalkens utländska källor (1967) – Analyse der ausländischen Einflüsse auf das schwedische Handelsgesetzbuch.
- Collective bargaining rights of state officials in Sweden (1971) – eine Untersuchung zu den Mitbestimmungsrechten staatlicher Bediensteter.[4]
- Överheten och svärdet: dödsstraffdebatten i Sverige 1809–1974 (1984), Mitherausgeber zusammen mit Ivar Seth. Die Publikation dokumentiert die Entwicklung der Todesstrafendebatte in Schweden.[5]
- Mannerheim 1867–1951 (ca. 1985) – eine politische Biografie über den finnischen Feldmarschall Carl Gustaf Emil Mannerheim.[6]

## Wirkung
Jägerskiöld gilt als bedeutender Vertreter der schwedischen Rechtswissenschaft des 20. Jahrhunderts. Seine klar strukturierten und historisch fundierten Werke fanden sowohl in Schweden als auch international Beachtung. Besonders im Bereich des Beamtenrechts trug er zur Modernisierung der juristischen Ausbildung und zur Reformdebatte im öffentlichen Sektor bei.

## Auszeichnungen
1980 wurde Jägerskiöld mit dem Karl-Emil-Tollander-Preis ausgezeichnet – einem finnischen Wissenschaftspreis für herausragende rechts- und staatswissenschaftliche Leistungen.

## Werke (Auswahl)
- Stig Jägerskiöld: Tjänstemannarätt. Norstedts, Stockholm 1969.
- Stig Jägerskiöld: Collective bargaining rights of state officials in Sweden. Ministry of Finance, Stockholm 1971.
- Stig Jägerskiöld: Handelsbalkens utländska källor. Norstedts, Stockholm 1967.
- Stig Jägerskiöld, Ivar Seth (Hrsg.): Överheten och svärdet: dödsstraffdebatten i Sverige 1809–1974. Juristförlaget, Stockholm 1984.
- Stig Jägerskiöld: Mannerheim 1867–1951. Stockholm ca. 1985.